# Torre de las Minas del Carbón
Torre de las Minas del Carbón está enclavado en el Macizo Central de los Picos de Europa o macizo de los Urrieles, en la provincia de Léon